# Euregio-Klinik Grafschaft Bentheim
Die Euregio-Klinik Grafschaft Bentheim ist ein Schwerpunktkrankenhaus in der Kreisstadt Nordhorn im Landkreis Grafschaft Bentheim an der niederländischen Grenze. Es ist akademisches Lehrkrankenhaus der Universität Münster.
In der Klinik werden jedes Jahr rund 20.000 stationäre und über 50.000 ambulante Patienten behandelt. Sie ist zudem einer der größten Arbeitgeber in der Region.

## Geschichte
Die Klinik ist am 19. Juli 2007 aus den beiden zuvor schon bestehenden Nordhorner Krankenhäusern hervorgegangen. 

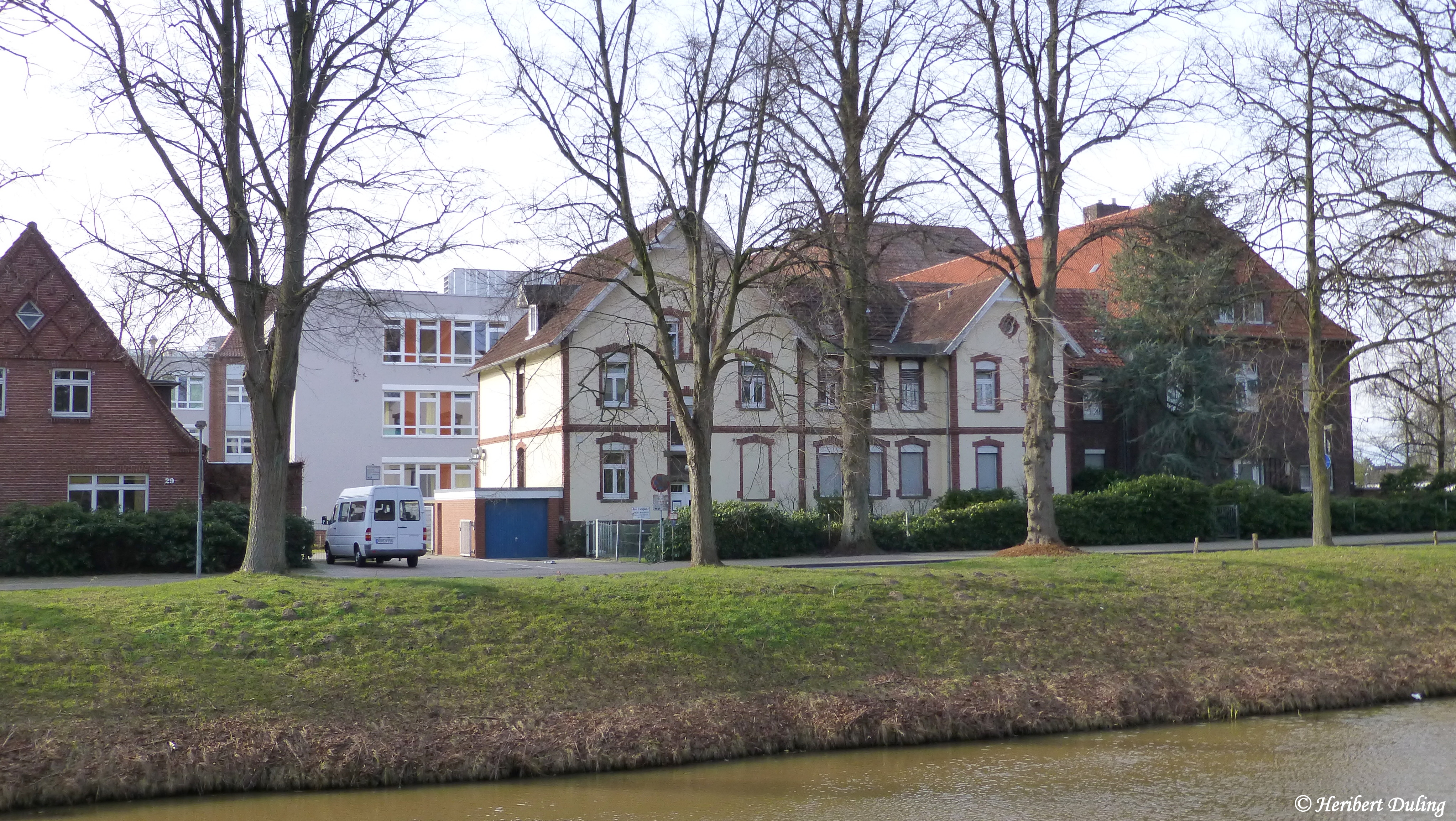
Ältester Gebäudeteil

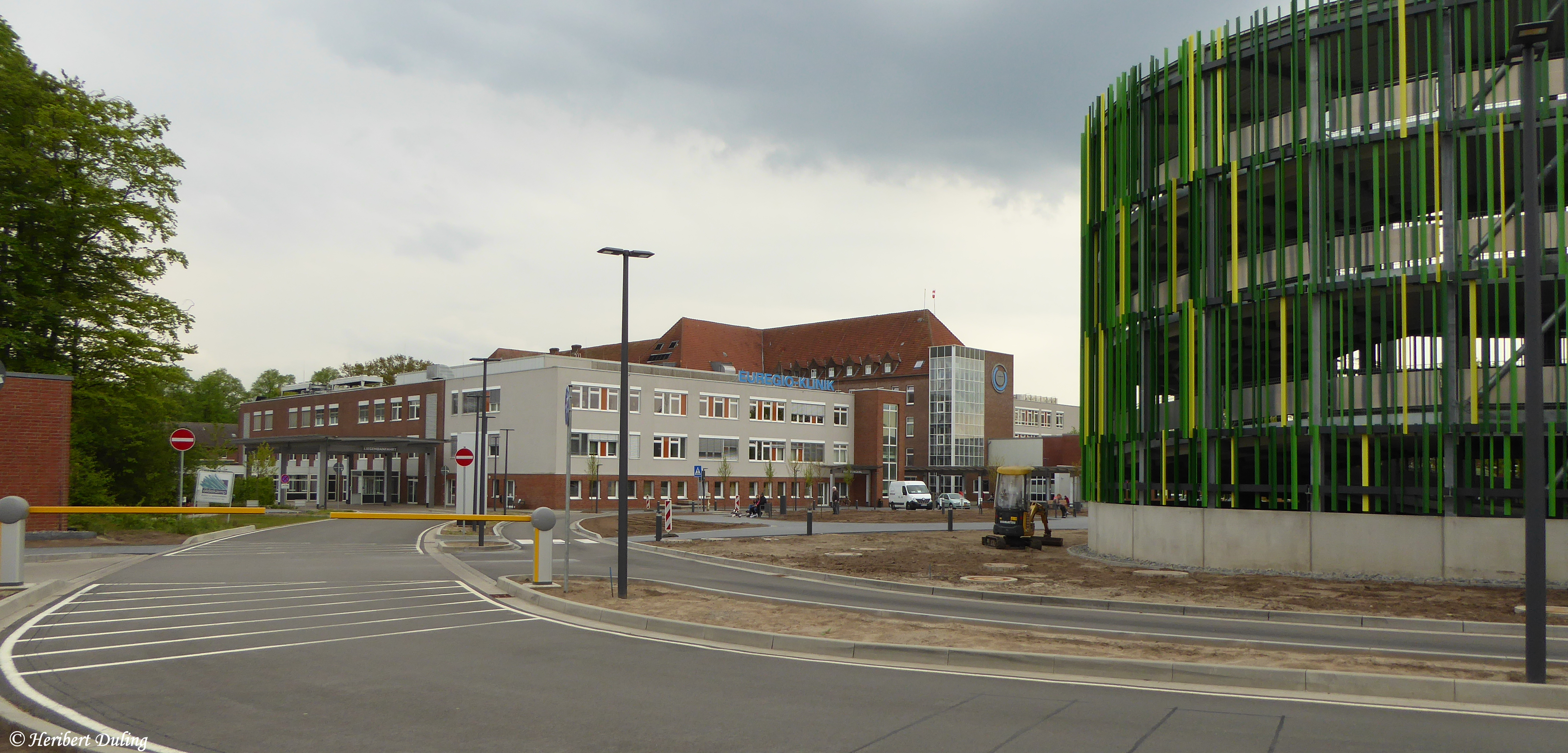
Teilansicht mit Parkhaus rechts 2018

Die Vorgängereinrichtung Grafschafter Klinikum, früher Kreiskrankenhaus Nordhorn, wurde am 19. Januar 1902 als Evangelisches Krankenhaus in Nordhorn gegründet. Am 1. Oktober 1925 wurde das Krankenhaus in die Trägerschaft des Landkreises Grafschaft Bentheim übergeben und hieß von da an Kreiskrankenhaus Nordhorn. Seit dem 1. April 1952 war auch die Stadt Nordhorn Trägerin des Krankenhauses, dementsprechend wurde der Name in Kreis- und Stadtkrankenanstalten Nordhorn geändert. Mit Ausscheiden der Stadt Nordhorn aus der Trägerschaft am 31. Dezember 1986 wurde das Krankenhaus wieder in Kreiskrankenhaus Nordhorn umbenannt. Mit der sich abzeichnenden Tendenz zu Umwerfungen im Gesundheitswesen (Gesundheitspolitik in Deutschland, Gesundheitsreformen, Kliniksterben) erfolgten in den 1990er Jahren erste Maßnahmen zur Umstrukturierung der Grafschafter Gesundheitseinrichtungen. Am 1. Juli 1996 wurde das Kreiskrankenhaus zum Eigenbetrieb des Landkreises und am 1. Januar 1998 in eine gemeinnützige GmbH überführt und in Grafschafter Klinikum umbenannt. Das Grafschafter Klinikum hatte bis zu 398 Planbetten. Ebenfalls Ende der 1990er Jahre machte das Grafschafter Klinikum im Rahmen eines Behandlungsfehlerprozesses negativ auf sich aufmerksam.
Das katholische Marienkrankenhaus Nordhorn als zweite Vorgängereinrichtung wurde am 3. November 1927 gegründet. Ebenso wie das Kreiskrankenhaus Nordhorn erfolgte insbesondere in den Nachkriegsjahren ein starkes Wachstum. 1993 verursachte ein Großbrand erhebliche Schäden am Marienkrankenhaus. Am 6. Mai 1997 wurde das Marienkrankenhaus in eine gemeinnützige GmbH umgewandelt, ebenfalls um besser im geänderten Marktumfeld bestehen zu können. Das Marienkrankenhaus Nordhorn hatte bis zu 260 Planbetten.
Aufgrund der geänderten Rahmenbedingungen wurde der Strukturwandel auch weiterhin forciert. Dies gipfelte am 19. Juli 2007 in der Vereinigung der beiden vorher eigenständigen Nordhorner Krankenhäuser unter dem Dach einer gemeinsamen Holding. Seitdem existieren die beiden Häuser als unselbstständige Töchter unter der gemeinsamen Mutter Euregio-Klinik Grafschaft Bentheim Holding gGmbH. Gefördert wurde diese massive Umstrukturierung mit Finanzmitteln des Landes Niedersachsen, das rund 31 Mio. € der Gesamtinvestitionssumme von 52 Mio. € trug. Die Baumaßnahmen am Standort Albert-Schweitzer-Straße für den somatischen Bereich begannen 2008 und konnten mit dem Umzug der somatischen Abteilungen von der Hannoverstraße zur Albert-Schweitzer-Str. am 1. April 2011 größtenteils abgeschlossen werden.
Darüber hinaus ist der Bau eines neuen Ärztehauses am Standort Albert-Schweitzer-Straße geplant.
Im Februar 2011 wurde die Durchführung der Fusion mit einem Festakt gefeiert. Seit Mitte März 2011 wurde die Notfallversorgung am Standort Hannoverstraße eingestellt, alle bis dato verbliebenen Patienten wurden in den darauf folgenden Tagen an den Standort Albert-Schweitzer-Straße verlegt.
Zum 1. Juni 2011 wurde die neue Klinik für Neurologie eingerichtet.
Im August 2011 kamen Spekulationen über einen möglichen Anteilsverkauf der kommunalen Anteile an einen Krankenhausträger außerhalb der Grafschaft Bentheim auf. Ende September 2011 wurde bekannt, dass bei der Klinik ein akuter Liquiditätsengpass besteht. Daraufhin stellten beide Gesellschafter jeweils ein Gesellschafterdarlehen in Höhe von 1,5 Millionen € zur Verfügung.
Am 1. Februar 2012 wurde die EUREGIO-Gesundheitseinrichtungen Grafschaft Bentheim GmbH unter dem Dach der Holding gegründet. Dort ist das Medizinische Versorgungszentrum (MVZ) angesiedelt. Das MVZ besteht derzeit aus der Radiologie und der Ärztlichen Psychotherapie.
Im März 2012 wurde die zum Teil über Spendengelder finanzierte Palliativstation eröffnet, in der verschiedene vorherige Angebote der zwei ehemaligen Krankenhäuser vereint wurden.

## Organisation
Die Euregio-Klinik Grafschaft Bentheim Holding GmbH ist die Holding und Konzernmutter der ehemals eigenständigen beiden Nordhorner Krankenhäuser sowie der Servicegesellschaft Euregio-Klinik mbH und der EUREGIO-Gesundheitseinrichtungen Grafschaft Bentheim GmbH. Die Konzernmutter verfügt über die Organe Gesellschafterversammlung, Aufsichtsrat und Geschäftsführung. 
Gesellschafter der Euregio-Klinik Grafschaft Bentheim Holding GmbH sind der Landkreis Grafschaft Bentheim sowie die Katholische Kirchengemeinde St. Augustinus in Nordhorn zu jeweils 50 %.

### Geschäftsführung
- Geschäftsführer: Michael Kamp (seit 1. März 2019)
- Ärztliche Direktoren: Ansgar Siegmund und Nevzat Dogan
- Pflegedienstleitung: Bernhard Alsmeier

### Aufsichtsrat
Der Aufsichtsrat besteht aus acht stimmberechtigten sowie einem beratenden Mitglied. Die stimmberechtigten Aufsichtsräte werden jeweils zu 50 % vom Landkreis Grafschaft Bentheim und kirchlichen Institutionen gestellt. (Stand: 31. Dezember 2018)
- Franz Loth, Caritasdirektor für die Diözese Osnabrück e. V. (Vorsitzender)
- Uwe Fietzek, Landrat des Landkreises Grafschaft Bentheim (stellvertretender Vorsitzender)
- Rudolf Fissmann, Diplom-Kaufmann
- Sigrun Mittelstädt-Ernsting, Mitglied des Grafschafter Kreistags
- Ralf Hilmes, Bankbetriebswirt
- Gerd Will, Mitglied des Grafschafter Kreistags
- Charlotte Ruschulte, Mitglied des Grafschafter Kreistags
- Andrea Hempen, Kirchenvorstand St.-Augustinus-Gemeinde
- Pastor Thomas Allin (beratendes Mitglied), ev.-ref. Kirchengemeinde Nordhorn

## Leistungsspektrum
Die Klinik stellt alle notwendigen medizinischen Funktionen für die medizinische Versorgung des gesamten Landkreises Grafschaft Bentheim zur Verfügung. Daneben gehören wegen der Grenznähe aber auch viele Niederländer zu den Patienten der Klinik. In den Gebäuden der Euregio-Klinik befindet sich auch die Notfallpraxis/Wochenendnotdienst der Grafschafter Ärzte. Seit Dezember 2010 ist die Euregio-Klinik als regionales Traumazentrum im Traumanetzwerk Weser-Ems des TraumaNetzwerkD zertifiziert.
Zusammen mit dem Deutschen Roten Kreuz, Kreisverband Grafschaft Bentheim, stellt die Euregio-Klinik zudem den Rettungsdienst in der Grafschaft Bentheim sicher. Der Notarztdienst ist rund um die Uhr besetzt, ein zweiter Notarzt wird zusätzlich montags bis freitags in der Zeit von 7 bis 19 Uhr gestellt.
Darüber hinaus bestehen zahlreiche Kooperationen der Euregio-Klinik mit Konsiliarärzten wie auch anderen Krankenhäusern in der Region (z. B. gemeinsames Brustzentrum zusammen mit dem St.-Bonifatius-Hospital Lingen, Telekardiologie mit dem Universitätsklinikum Münster).
Basierend auf einer Anfrage des Transparenz-Portals Fragdenstaat.de teilte die Euregio-Klinik am 20. Januar 2022 mit, dass sie weder Schwangerschaftsabbrüche nach Paragraf 218a Absatz 3 des Strafgesetzbuchs (sogenannte kriminologische Indikation), noch nach Paragraf 218a Absatz 1 des Strafgesetzbuchs (sogenannte Beratungsindikation) durchführe.

## Standorte
Die Klinik verfügt über die beiden folgenden Standorte in Nordhorn:
- Albert-Schweitzer-Straße (ehemals: Grafschafter Klinikum)
- Hannoverstraße (ehemals: Marienkrankenhaus)

### Euregio-Klinik Albert-Schweitzer-Straße
Nach den erfolgten Umbaumaßnahmen bis zum Jahr 2011 ist die Zahl der Planbetten am Standort Albert-Schweitzer-Straße auf 415 gestiegen. Mit der Umsetzung der Neuorganisation wurden am Standort alle somatischen Abteilungen konzentriert. Mit der Gründung der Euregio-Klinik am 19. Juli 2007 war geplant, die Psychiatrische Klinik, welche sich seit dem 1. Juni 1984 an der Albert-Schweitzer-Straße befindet, bis 2013 am Standort Hannoverstraße anzusiedeln. Im Herbst 2012 wurde ein neues Konzept mit dem Land Niedersachsen abgestimmt. Das Konzept sieht vor, dass die Psychiatrische Klinik am Hauptstandort verbleibt. Das Land förderte den Neu- und Umbau mit 13,5 Mio. Euro.

#### Abteilungen
| Klinik                                                                                                  | Leitung                                          | Planbetten |
| --- | ------------------------------------------------ | ---------- |
| Frauenklinik (Gynäkologie und Geburtshilfe)                                                             | Chefarzt Markus Jansen                           | 60         |
| Klinik für Gefäß- und Endovaskularchirurgie                                                             | Chefarzt Rüdiger Möller                          |            |
| Klinik für Innere Medizin, Gastroenterologie, Stoffwechselerkrankungen, Pulmologie und Palliativmedizin | Chefarzt Konrad Schoppmeyer                      | 89         |
| Klinik für Kardiologie, Angiologie und internistische Intensivmedizin                                   | Chefarzt Frank Weber                             | 87         |
| Klinik für Kinder- und Jugendmedizin                                                                    | Chefarzt Jörg Langlitz                           | 28         |
| Klinik für Psychiatrie und Psychotherapie                                                               | Chefarzt Ansgar Siegmund                         | 95         |
| Klinik für Unfallchirurgie und Chirurgische Orthopädie                                                  | Chefarzt Michael Henkel                          | 65         |
| Klinik für Allgemein- und Viszeralchirurgie                                                             | Chefarzt Nevzat Dogan                            |            |
| Klinik für Neurologie                                                                                   | Chefarzt Stefan Probst-Cousin                    | 20         |
| Klinik für Anästhesiologie, postoperative Intensivmedizin, Palliativmedizin und Schmerztherapie         | Chefarzt Andreas Meißner                         |            |
| Klinik für diagnostische und interventionelle Radiologie                                                | Chefarzt Michael Püsken                          |            |
| Klinik für Hals-, Nasen- und Ohrenheilkunde                                                             | Belegärzte Gia Dzapharidze/Peter Volling         | 8          |
| Klinik für Mund-, Kiefer- und Gesichtschirurgie                                                         | Belegarzt Dirk Szulczewski-Stake                 | 3          |
| Klinik für Strahlentherapie                                                                             | Belegärzte Afshin Radmard/Davor Hatami           | 2          |
| Klinik für Urologie                                                                                     | Belegärzte Mihai Pop/Satish Modha/Andrej Odinzow | 12         |

### Euregio-Klinik Hannoverstraße
Am Standort Hannoverstraße befindet sich die Bildungsstätte für Gesundheitsberufe der Euregio-Klinik und seit 2012 die Berufsfachschule Altenpflege des Evangelischen Krankenhausvereins.

## Lehrkrankenhaus
Seit November 2009 hat die Euregio-Klinik Grafschaft Bentheim den Status als Lehrkrankenhaus der Universität Münster. Nunmehr können Medizinstudenten ihr Praktisches Jahr in der Nordhorner Klinik absolvieren.
Im August 2011 unterzeichnete die Klinik einen Kooperationsvertrag zu einem Weiterbildungsverbund im Landkreis Grafschaft Bentheim, um gemeinsam mit dem Kreis, niedergelassenen Ärzten, der Ärztekammer Niedersachsen sowie den Kassenärztlichen Vereinigungen dem drohenden Ärztemangel entgegenzuwirken.
Darüber hinaus fungiert die Klinik seit 2011 auch als Ausbildungsklinik für angehende Pflegekräfte im zum WS 2011/12 eingeführten Dualen Bachelor-Studiengang Pflege an der Fakultät für Duale Studiengänge am Standort Lingen der Hochschule Osnabrück.

## Krankenhaushygiene
Die Klinik verfügt über eine eigene Abteilung für Krankenhaushygiene. Sie ist Mitglied des Euregionalen Netzwerkes für Patientensicherheit und Infektionsschutz (EurSafety Health-net), mit dessen Qualitätssiegel die Euregio-Klinik bereits zum zweiten Mal ausgezeichnet wurde.